# Халимохирурзи
Халимохирурзите (Halimochirurgus) са род животни от семейство триакантодови (Triacanthodidae).
Таксонът е описан за пръв път от Алфред Уилям Алкок през 1899 година.

## Видове
- Halimochirurgus alcocki
- Halimochirurgus centriscoides
- Halimochirurgus macraulos
- Halimochirurgus triacanthus